# Loạn Chu Cao Hú
Loạn Chu Cao Hú (tiếng Trung: 朱高煦之亂), còn được gọi là Loạn Cao Hú (tiếng Trung: 高煦之亂) hoặc Biến cố Định Nan (tiếng Trung: 定難之變), là một sự kiện xảy ra vào năm đầu niên hiệu Tuyên Đức nhà Minh (1426), khi Hán vương Chu Cao Hú mưu phản. Minh Tuyên Tông Chu Chiêm Cơ đã đích thân dẫn quân dẹp loạn và nhanh chóng trấn áp cuộc nổi loạn này.

## Bối cảnh
Trong chiến dịch Tĩnh Nan, Yên vương Chu Đệ khởi binh, còn Thế tử Chu Cao Sí trấn thủ Bắc Bình. Người em cùng mẹ của Chu Cao Sí là Chu Cao Hú theo Chu Đệ xuất chinh, lập công tại Bạch Câu và Đông Xương, đặc biệt là trong trận Giang Thượng, nơi Chu Cao Hú tấn công đột kích thành công và cứu mạng Chu Đệ. Minh Thành Tổ Chu Đệ từng nói: "Ta bệnh rồi, con phải cố gắng. Thế tử cũng thể trạng yếu ớt". Lời này dường như nhằm khích lệ Chu Cao Hú tranh giành ngôi vị Thái tử.
Sau này, Chu Cao Hú được phong vương và lập phủ riêng. Các cựu thần như Kỳ Quốc công Khâu Phúc và Phò mã Vĩnh Xuân hầu Vương Ninh đều yêu mến Chu Cao Hú, thường gọi ông là "Nhị điện hạ". Năm Vĩnh Lạc thứ hai (1404), Chu Đệ vẫn lập Chu Cao Sí làm Thái tử Đông Cung, phong con thứ hai là Chu Cao Hú làm Hán vương (漢王), trấn thủ Vân Nam, và con thứ ba là Chu Cao Toại làm Triệu vương (趙王), trấn thủ Chương Đức. Chu Cao Hú không hài lòng, từ chối đến nơi được phong, nói: "Thần phạm tội gì mà bị đày đến nơi xa ngàn dặm?" Chu Đệ tức giận, nhưng nhờ Thái tử Chu Cao Sí cầu xin, Chu Cao Hú mới được tạm thời ở lại Kinh sư. Sau đó, Chu Cao Hú xin thành lập Thiên Sách vệ làm lực lượng hộ vệ, tự ví mình như Thiên Sách Thượng tướng Lý Thế Dân của nhà Đường, rồi tiếp tục yêu cầu tăng thêm hai đội hộ vệ.
Khi đó, Chu Đệ từng ra lệnh cho Thái tử Chu Cao Sí, Hán vương Chu Cao Hú, Triệu vương Chu Cao Toại và Hoàng thái tôn Chu Chiêm Cơ cùng đến viếng Hiếu Lăng. Thái tử Chu Cao Sí lúc này rất béo, lại mắc bệnh ở chân, phải có người hai bên đỡ nách để đi, thường xuyên bước hụt. Chu Cao Hú đi sau liền châm chọc: "Người phía trước ngã rồi, người phía sau phải biết cẩn thận đấy!" Ý nói để chế giễu Chu Cao Sí. Hoàng thái tôn Chu Chiêm Cơ liền đáp lại: "Còn có người ở xa hơn phía sau cũng nên cẩn thận!" Chu Cao Hú nghe vậy liền quay lại nhìn Chu Chiêm Cơ, mặt biến sắc. Thái tử Chu Cao Sí là người tính tình nhân hậu, yêu thích kinh học và lịch sử, có khí chất làm vua. Ngược lại, Chu Cao Hú không chịu học hành, nhưng dũng cảm, uy võ, rất giống Chu Đệ, lại nhanh nhẹn, khỏe mạnh. Đặc biệt, hai bên nách của Chu Cao Hú có những mảng da giống như vảy rồng, nên được các võ tướng yêu thích. Chu Đệ từng nhiều lần có ý định thay đổi người kế vị, nhưng cuối cùng không thực hiện. Chu Cao Hú từng vu cáo Giải Tấn, nói rằng ông này đã tiết lộ "hoàng đế định thay đổi Thái tử", khiến Giải Tấn bị đày đến Giao Chỉ. Sau đó, Chu Cao Hú lại tiếp tục vu cáo, dẫn đến việc Chu Đệ tống Giải Tấn vào ngục, cuối cùng ra lệnh giết chết ông.
Năm Vĩnh Lạc thứ 12 (1414), sau khi Chu Đệ hoàn thành cuộc chinh phạt phương Bắc và trở về, Thái tử Chu Cao Sí được giao nhiệm vụ trông coi quốc sự, nhưng chậm trễ cử người đón tiếp. Chu Cao Hú nhân cơ hội tung tin đồn, công kích Chu Cao Sí và vu cáo, khiến những quan lại trung thành như Hoàng Hoài bị tống vào ngục. Đến năm Vĩnh Lạc thứ 13 (1415), Chu Đệ quyết định đổi phong Triệu vương Chu Cao Toại đến Chương Đức và Hán vương Chu Cao Hú đến Thanh Châu. Tuy nhiên, Chu Cao Hú không muốn đến Thanh Châu, khiến Chu Đệ phải ra chỉ dụ cấm ông từ chối. Dẫu vậy, Chu Cao Hú vẫn tìm cách trì hoãn, không chịu đi nhận đất phong.  Năm Vĩnh Lạc thứ 14 (1416), Chu Cao Hú bí mật tuyển chọn hơn 3000 quân sĩ khỏe mạnh từ các vệ binh, không đăng ký với Bộ Binh. Ông dung túng cho thuộc hạ cướp bóc trong và ngoài kinh thành, thậm chí chia xác người vô tội ném xuống sông. Khi chỉ huy binh mã Từ Dã Lư bắt giữ những lính phạm tội, Chu Cao Hú lại giết chết Từ Dã Lư. Ngoài ra, ông còn sử dụng các vật dụng chỉ dành cho hoàng đế. 
Chu Đệ nghe tin liền nổi giận, trở về Nam Kinh để xử lý. Khi hỏi ý kiến các đại thần, Kiển Nghĩa không dám trả lời, trong khi Dương Sĩ Kỳ thẳng thắn nói: "Hán vương ban đầu được phong ở Vân Nam nhưng không chịu đi. Sau đó đổi sang Thanh Châu, ông ta cũng không đi. Nay triều đình sắp chuyển đô về Bắc Kinh, ông ta lại muốn ở lại Nam Kinh. Ý đồ của ông ta, người qua đường cũng hiểu rõ. Mong bệ hạ sớm xử lý, phong ông ta một vị trí cố định, để giữ gìn tình cha con, đồng thời mang lại lợi ích lâu dài". Chu Đệ nghe xong im lặng. Vài ngày sau, biết thêm rằng Chu Cao Hú đã bí mật chế tạo vũ khí, nuôi dưỡng tử sĩ, thu nhận kẻ chạy trốn, và còn chế tạo thuyền để luyện thủy chiến, Chu Đệ tức giận hơn. Ông tước bỏ trang phục và quyền lợi của Chu Cao Hú, giam lỏng tại Tây Hoa Môn, dự định giáng ông thành thường dân. Nhờ Thái tử Chu Cao Sí hết sức cầu xin, Chu Đệ mới bỏ ý định này, nhưng ra lệnh giảm số hộ vệ của Chu Cao Hú và đổi phong ông đến Nhạc An, Sơn Đông – gần Bắc Kinh – để dễ kiểm soát. Chu Đệ trách các quan phụ trách giám sát Chu Cao Hú, như Trường sử Sử Trình Tông và Kỷ thiện Chu Tốn, không làm tròn trách nhiệm, liền đày họ đến Giao Chỉ làm quan. Năm Vĩnh Lạc thứ 15 (1417), Chu Cao Hú bị buộc đến Nhạc An. Tại đây, ông tỏ ra bất mãn và càng gấp rút lên kế hoạch mưu phản, bất chấp những lời khuyên răn từ Thái tử Chu Cao Sí. Năm Vĩnh Lạc thứ 22 (1424), Minh Thành Tổ Chu Đệ băng hà, Thái tử Chu Cao Sí lên ngôi, tức Minh Nhân Tông. Tháng 8 cùng năm, Nhân Tông triệu Chu Cao Hú về kinh thành.
Năm Hồng Hi thứ nhất (1425), vào tháng tư, Minh Nhân Tông cử con trai của Hán vương Chu Cao Hú là Chu Chiêm Kỳ đến Phụng Dương để trông coi lăng mộ tổ tiên. Đến tháng năm cùng năm, Nhân Tông qua đời. Tháng sáu, Thái tử Chu Chiêm Cơ từ Nam Kinh về kinh để chịu tang. Chu Cao Hú đã bí mật phục kích quân đội trên đường, nhưng do chuẩn bị gấp gáp, kế hoạch thất bại. Cũng trong tháng sáu, Thái tử Chu Chiêm Cơ lên ngôi, tức Minh Tuyên Tông, đổi niên hiệu sang Tuyên Đức vào năm sau. Đến tháng bảy, Chu Cao Hú dâng tấu trình bốn việc lợi ích cho quốc gia và dân chúng. Tuyên Tông nghe xong, nói với các thị thần: "Vào thời Vĩnh Lạc, Hoàng tổ (Chu Đệ) thường nhắc nhở Hoàng khảo (Chu Cao Sí) và ta rằng, người chú này có ý đồ khác, cần phải đề phòng. Nhưng Hoàng khảo vẫn đối xử với ông ấy rất tốt. Hôm nay, những lời ông ấy trình lên quả thực rất chân thành, có lẽ lòng dạ xấu xa trước đây đã thay đổi rồi. Không thể không lắng nghe lời khuyên của ông ấy". Sau đó, Tuyên Tông lệnh các cơ quan liên quan thực hiện những đề xuất của Chu Cao Hú, đồng thời đích thân viết thư cảm ơn ông.

## Mưu phản và bình định
Năm Tuyên Đức thứ nhất (1426), vào tháng tám, một trận động đất xảy ra tại Bắc Kinh, và Hán vương Chu Cao Hú bắt đầu âm mưu nổi loạn. Ông phái một quan viên đến Bắc Kinh để mời Anh Quốc công Trương Phụ làm nội ứng. Tuy nhiên, Trương Phụ ngay trong đêm đã bắt giữ viên quan này và báo cáo lên triều đình. Chu Cao Hú sau đó còn mưu tính liên lạc với Sơn Đông Đô chỉ huy Cận Vinh để lấy Tế Nam làm căn cứ phối hợp. Chu Cao Hú lệnh phân tán quân cung thủ đến các vệ sở ở Chân Định và các khu vực lân cận, chiếm đoạt ngựa các quận huyện xung quanh. Ông thiết lập Ngũ quân đô đốc phủ: chỉ huy Vương Bân lãnh tiền quân, Vi Đạt lãnh tả quân, Thiên hộ Thịnh Kiên lãnh hữu quân, Tri châu Chu Huyên lãnh hậu quân. Các con trai Chu Chiêm Tức, Chu Chiêm Vực, Chu Chiêm Dịch, và Chu Chiêm Bình mỗi người giám sát một quân. Chu Cao Hú đích thân chỉ huy trung quân, còn thế tử Chu Chiêm Thản ở lại trấn thủ căn cứ. Ngoài ra, các chỉ huy Vi Hiền, Vi Hưng, Thiên hộ Vương Ngọc và Lý Trí lãnh đạo bốn đội quân nhỏ. Chu Cao Hú còn giả phong các chức vụ như đại soái và đô đốc cho Vương Bân, Chu Huyên cùng nhiều người khác. 
Sau khi biết được kế hoạch này, Ngự sử Lý Tuấn trốn đến Yên Kinh để báo cáo triều đình. Minh Tuyên Tông thăng Lý Tuấn làm Tả thiêm đô ngự sử và phái hoạn quan Hầu Thái đến Lạc An mang chiếu thư thăm dò ý định của Chu Cao Hú. Khi Hầu Thái đến, Chu Cao Hú không những không quỳ nhận chiếu mà còn ép Hầu Thái phải quỳ xuống. Ông ngồi quay mặt về hướng nam (vị trí tượng trưng cho hoàng đế), lớn tiếng nói: "Ta có lỗi gì với triều đình? Trong chiến dịch Tĩnh Nan, nếu không nhờ ta liều chết chiến đấu, e rằng Yên quốc đã bị vua Kiến Văn tiêu diệt rồi. Phụ hoàng Chu Đệ nghe lời gièm pha mà tước hộ vệ của ta, bắt ta dời đến Lạc An. Huynh trưởng Chu Cao Sí chỉ cho ta vàng bạc, lụa là. Bây giờ, cháu Chu Chiêm Cơ lại dùng danh nghĩa tổ tiên để lừa gạt ta. Làm sao ta có thể không hành động? Ngươi đi dạo một vòng quanh doanh trại của ta mà xem, binh mã của Hán quốc hùng mạnh thế nào, chẳng lẽ không thể tung hoành thiên hạ? Ngươi báo với hoàng đế, đem tất cả gian thần đến đây để ta xử lý, rồi ta sẽ bàn điều kiện của mình!". Hầu Thái sợ hãi, đành miễn cưỡng nhận lời và trở về. Khi Tuyên Tông hỏi Chu Cao Hú đã nói gì, Hầu Thái trả lời lấp lửng: "Không nói gì cả". Tuyên Tông nghi ngờ Hầu Thái có ý hai lòng. Sau đó, các quan lại thuộc Cẩm y vệ tháp tùng Hầu Thái đã báo cáo chi tiết toàn bộ sự việc lên Tuyên Tông. Nghe xong, Tuyên Tông nổi giận và nói với Hầu Thái: "Xử lý xong việc này, ta nhất định sẽ trừng phạt ngươi".
Cũng trong tháng đó, Chu Cao Hú phái Bách hộ Trần Cương dâng tấu thư, vu cáo rằng Minh Nhân Tông đã vi phạm các chế độ từ thời Hồng Vũ và Vĩnh Lạc, như ban chiếu sắc phong cho văn thần và sửa chữa các công trình dành cho tuần du phương Nam. Ông còn bịa đặt rằng đại thần Hạ Nguyên Cát và những người khác là kẻ gian thần, yêu cầu xử tử họ. Ngoài ra, Chu Cao Hú còn gửi thư cho các công hầu đại thần, trong đó dùng lời lẽ kiêu ngạo, phỉ báng Minh Tuyên Tông. Tuyên Tông thở dài: "Chu Cao Hú quả thật đã mưu phản". Tuyên Tông lập tức bàn bạc việc xuất quân, dự định phái Dương Vũ hầu Tiết Lộc chỉ huy quân đội đi đánh dẹp. Tuy nhiên, Đại học sĩ Dương Vinh can ngăn, nói: "Hoàng thượng chẳng lẽ không nhớ chuyện của Lý Cảnh Long hay sao?". Nghe vậy, Tuyên Tông trầm ngâm, rồi tiếp tục tham khảo ý kiến của Hạ Nguyên Cát. Hạ Nguyên Cát cũng đồng tình: "Những sự việc trong quá khứ là bài học quý báu, chúng ta không thể sai lầm trong việc này. Thần thấy các tướng lĩnh mà Chu Cao Hú phái đến đều sắc mặt thay đổi, khi đối thoại với chúng ta thì bật khóc. Điều đó chứng tỏ ông ta không thể thành công. Hơn nữa, binh pháp coi trọng tốc chiến, chúng ta nên hành quân nhanh chóng, xuất quân bất ngờ để bình định phản loạn trong một trận. Nếu giao việc này cho các tướng khác, e rằng không hiệu quả. Ý kiến của Dương Vinh là hoàn toàn đúng". Nghe lời khuyên này, Tuyên Tông quyết định đích thân thân chinh. Ông triệu Trương Phụ đến để thảo luận. Trương Phụ tâu: "Chu Cao Hú kiêu ngạo nhưng không có mưu lược, bề ngoài tỏ ra mạnh mẽ nhưng thực chất lại khiếp sợ. Hiện tại, đội quân dưới quyền ông ta không thể chiến đấu. Thần nguyện dẫn 2 vạn quân, bắt giữ kẻ phản nghịch và dâng lên bệ hạ". Tuyên Tông đáp: "Khả năng của khanh đủ để bình định phản loạn, nhưng ta vừa mới lên ngôi, sợ rằng có kẻ tiểu nhân mang ý hai lòng. Ý ta đã quyết".
Sau đó, Tuyên Tông ra chỉ dụ phái chỉ huy Hoàng Khiêm cùng với Tổng binh Bình Giang Bá Trần Tuyên phòng thủ Hoài An để ngăn chặn quân địch chạy về phía Nam. Đồng thời, lệnh cho chỉ huy Nhuế Huân trấn giữ cửa ải Cư Dung, và yêu cầu pháp quan hủy bỏ các quân kỳ và giải thoát các tù nhân để họ theo quân ra trận. Cùng lúc, Tuyên Tông ra lệnh cho Định Quốc Công Từ Vĩnh Xương và Bành Thành Bá Trương Sưởng trấn giữ hoàng thành; An Hương Hầu Trương An, Quảng Ninh Bá Lưu Thuỵ, Hãn Thành Bá Trương Vinh, Kiến Bình Bá Cao Viễn trấn giữ kinh thành. Ngoài ra, Tuyên Tông phái Phong Thành Bá Lý Hiền, Thị lang Quách Cẩn, Quách Kính, và Lý Xưởng giám sát hậu cần quân lương. Vương tử Trịnh Vương Chu Chiêm Xuân và Tương Vương Chu Chiêm Thiện được giao nhiệm vụ trấn thủ Bắc Kinh; Quảng Bình Hầu Viên Dung, Vũ An Hầu Trịnh Kinh, Đô đốc Trương Thăng, Sơn Vân, và Thượng thư Hoàng Hoài, Hoàng Phúc, Lý Hữu Trực phối hợp phòng thủ. Các đại thần như Thiếu sư Kiển Nghĩa, Thiếu phó Dương Sĩ Kỳ, Thiếu bảo Hạ Nguyên Cát, Thái tử Thiếu phó Dương Vinh, Thái tử Thiếu bảo Ngô Trung, Thượng thư Hồ Huỳnh, Trương Bản, và Thông chính sứ Cố Tọa đi theo hộ giá. Dương Vũ Hầu Tiết Lộc và Thanh Bình Bá Ngô Thành đảm nhiệm vai trò tiên phong. Sau đó, Tuyên Tông làm lễ tuyên cáo tội trạng của Cao Hú trước trời đất, tông miếu, xã tắc, sơn xuyên và các vị thần, rồi thân chinh xuất quân.
Khi đội quân đi qua Dương Thôn, Tuyên Tông hỏi các quan theo hầu: "Thử nghĩ xem, Chu Cao Hú sẽ bày ra kế sách gì?". Một vị quan đáp: "Thành Lạc An rất nhỏ, bọn chúng có thể sẽ trước tiên chiếm Tế Nam làm căn cứ". Lại có người nói: "Hắn từng không muốn rời Nam Kinh, lần này chắc chắn sẽ dẫn quân về phía Nam". Tuyên Tông nhận xét: "Không phải vậy. Tế Nam tuy gần nhưng không dễ tấn công. Nếu nghe tin đại quân ta kéo đến, hắn cũng không có thời gian để chiếm Tế Nam. Binh lính của hắn đều có nhà cửa ở Lạc An, không muốn bỏ nơi này mà chạy về Nam Kinh. Chu Cao Hú bề ngoài có vẻ khoe khoang, gian trá, nhưng bên trong lại nhút nhát và yếu đuối, gặp việc thì do dự, lưỡng lự không quyết đoán. Hiện tại hắn dám tạo phản là vì khinh thường ta còn trẻ, vừa mới lên ngôi, cho rằng lòng người chưa quy phục. Hắn lại nghĩ rằng ta không thể thân chinh mà chỉ phái đại tướng, khi đó hắn có thể dùng lời ngon tiếng ngọt và lợi lộc để dụ dỗ mà thành công. Nhưng giờ nghe tin ta đích thân dẫn quân, chắc chắn hắn đã sợ mất mật, đâu còn dám giao chiến? Chúng ta đến nơi là có thể bắt sống hắn rồi".
Lúc đó, triều đình bắt được một số người dân ở Lạc An đầu hàng, qua đó biết được tình hình thực tế trong thành. Mặc dù văn võ bá quan đều khuyên đại quân nên tiến chậm và cẩn thận để tránh bị phục kích, nhưng Tuyên Tông vẫn dẫn quân tăng tốc tiến về phía trước. Chẳng mấy chốc, đại quân đã đến phía bắc thành Lạc An và bắn pháo thần cơ. Các tướng lĩnh xin phép tấn công ngay, nhưng Tuyên Tông không đồng ý, ra lệnh viết chiếu chỉ gửi đến Chu Cao Hú, nhưng không nhận được hồi âm. Sau đó, Tuyên Tông lệnh bắn thư vào thành, khuyên nhủ những người theo phe phản loạn hãy cân nhắc phúc họa. Nghe vậy, nhiều người trong thành có ý định bắt Chu Cao Hú nộp cho triều đình. Chu Cao Hú rơi vào tình thế vô cùng bối rối, bèn bí mật sai người dâng thư xin Tuyên Tông tha thứ, hứa rằng sáng hôm sau sẽ ra khỏi thành đầu hàng. Tuyên Tông đồng ý.
Trong đêm đó, Chu Cao Hú cho phá hủy toàn bộ vũ khí tích trữ và các văn thư liên quan đến mưu phản. Cả đêm trong thành lửa cháy sáng rực. Khi Chu Cao Hú chuẩn bị ra khỏi thành, các thuộc hạ như Vương Bân kiên quyết ngăn cản, nói rằng thà chiến đấu đến chết còn hơn đầu hàng nhục nhã. Tuy nhiên, Chu Cao Hú đáp rằng thành nhỏ, không có cơ hội chiến thắng, rồi quyết định ra đầu hàng.
Sau khi ra khỏi thành, các đại thần liên tục dâng sớ xin xử phạt nặng Chu Cao Hú. Tuyên Tông bác bỏ, đưa các bản tấu chương chỉ trích cho Chu Cao Hú xem. Chu Cao Hú cúi đầu thừa nhận: "Thần tội đáng chết vạn lần, sống chết đều tùy bệ hạ định đoạt". Tuyên Tông ra lệnh cho Chu Cao Hú viết thư triệu tập các con của mình cùng về kinh sư. Chỉ xử lý những kẻ chủ mưu, còn những người bị ép buộc trong thành đều được tha. Các thuộc hạ trung thành như Vương Bân bị bắt giam vào ngục Cẩm Y Vệ. Sau đó, Tuyên Tông lệnh cho Tiết Lộc cùng các quan thanh tra Lạc An, đổi tên Lạc An Châu thành Vũ Định Châu.

## Định công phạt tội
Khi đại quân rút về, Tuyên Tông dừng chân tại Đơn Kiều thuộc huyện Hiến. Thượng thư bộ Hộ là Trần Sơn đến nghênh giá và tiến cử rằng: "Chúng ta nên nhân thắng lợi này chuyển quân đánh sang Chương Đức, bắt giữ Triệu Vương Chu Cao Toại. Như vậy triều đình sẽ được yên ổn vĩnh viễn".
Tuyên Tông triệu Dương Vinh vào bàn bạc. Dương Vinh ca ngợi đây là kế lớn. Sau đó, Tuyên Tông triệu Kiển Nghĩa và Hạ Nguyên Cát. Cả hai không dám phản đối. Dương Vinh đề nghị trước hết hãy gửi chỉ dụ trách mắng Triệu Vương về tội đồng mưu với Chu Cao Hú, rồi khi đại quân áp sát, tự nhiên có thể bắt được. Tuyên Tông đồng ý. Dương Vinh truyền ý chỉ để Dương Sĩ Kỳ soạn thảo chiếu thư. Dương Sĩ Kỳ nói: "Sự việc phải dựa trên thực tế, không thể lừa dối trời đất và thần linh. Hơn nữa, chiếu thư sẽ dựa vào lý do gì?". Dương Vinh lớn tiếng: "Đây là việc quốc gia đại sự, sao có thể phản đối? Chỉ cần lệnh Cẩm Y Vệ bắt người trong phủ Hán Vương, nói rằng họ thông đồng với phủ Triệu Vương, đó chính là căn cứ. Làm sao lo thiếu lý do?". Dương Sĩ Kỳ đáp: "Lời cáo buộc của Cẩm Y Vệ làm sao có thể thuyết phục lòng người?". Dương Sĩ Kỳ sau đó gặp Kiển Nghĩa và Hạ Nguyên Cát. Kiển Nghĩa nói: "Ý chỉ của hoàng đế đã quyết, ý kiến của mọi người cũng đã định, ngài sao có thể giữa chừng ngăn cản?". Hạ Nguyên Cát nói: "Nếu bệ hạ nghe theo ngài mà hiện tại không làm, sau này nếu Triệu Vương gây biến, giống như vụ của Mạnh chỉ huy thời Vĩnh Lạc, ai sẽ gánh tội?". Dương Sĩ Kỳ đáp: "Việc này khác với thời Vĩnh Lạc. Khi đó, Triệu Vương có ba vệ quân, hiện nay chỉ còn một. Hơn nữa, vụ Mạnh chỉ huy ngày ấy, Triệu Vương thực tế không tham gia. Nếu không, Triệu Vương làm sao còn sống đến nay?". Kiển Nghĩa hỏi: "Theo lời ngài, vậy nay nên làm gì khác?". Dương Sĩ Kỳ nói: "Kế sách hiện nay là triều đình cần kính trọng tông thân, hậu đãi họ. Nếu có nghi ngờ, cần tăng cường phòng bị. Nhưng nếu không có nghi ngờ, quốc thể cũng sẽ giữ được chính đáng". Kiển Nghĩa và Hạ Nguyên Cát bảo Dương Sĩ Kỳ: "Lời ngài nói tuy hợp lý, nhưng hoàng đế đặc biệt tin tưởng lời Dương Vinh. Hai người nên bàn bạc thêm". Dương Sĩ Kỳ sau đó gặp Dương Vinh và thuyết phục:"Thái Tông Hoàng Đế (Chu Đệ) chỉ có ba người con trai. Hoàng đế hiện nay chỉ có hai người chú ruột. Người có tội thì không thể tha thứ, nhưng người vô tội thì phải hậu đãi. Đây cũng là cách để an ủi anh linh Hoàng tổ. Dương Vinh vẫn không thay đổi ý định. Lúc đó, Dương Phổ đồng tình với Dương Sĩ Kỳ và nói: "Hai chúng ta cùng vào gặp hoàng đế, đại quân chắc chắn sẽ không xuất binh". Nghe lời Dương Phổ, Dương Vinh chuẩn bị vào can gián. Dương Sĩ Kỳ cũng theo ngay sau. Tuy nhiên, cửa cung không cho cả hai vào gặp. Sau đó, Tuyên Tông triệu Kiển Nghĩa và Hạ Nguyên Cát. Kiển Nghĩa thuật lại lời Dương Sĩ Kỳ, khiến Tuyên Tông không vui, nhưng cũng không bàn thêm chuyện dùng binh. Cuối cùng, đại quân rút về kinh thành.
Cùng năm đó, vào tháng Chín, Tuyên Tông dẫn đại quân khải hoàn trở về kinh thành và đăng điện tại Phụng Thiên Môn. Gia quyến Chu Cao Hú, bao gồm cha con và các thành viên trong gia đình, cũng được áp giải đến kinh sư. Tuyên Tông hạ lệnh Bộ Công xây dựng nhà ở bên trong cửa Tây An để an trí vợ chồng và con cái Chu Cao Hú. Việc cung cấp lương thực, quần áo cho gia đình này vẫn được duy trì theo chế độ cũ, không có thay đổi. Tuyên Tông tự mình biên soạn "Đông Chinh Ký" và công bố trước bá quan văn võ. Cuốn sách ghi lại một cách chi tiết tội trạng Chu Cao Hú cũng như những lý do khiến triều đình buộc phải phát động chiến dịch quân sự. Những kẻ phản nghịch như Vương Bân, Chu Huân và đồng bọn bị xử tử. Tổng cộng có hơn 640 người đồng mưu bị hành quyết. Ngoài ra, hơn 1.500 người bị buộc tội dung túng hoặc che giấu phản loạn phải chịu án tử hình hoặc bị lưu đày đến vùng biên ải. Trong số này, có 727 người bị đày ra ngoài vùng biên giới. Duy chỉ có Trưởng sử Lý Mặc được miễn tội.
Khi Tuyên Tông trở về kinh sư, ông vẫn ghi nhớ lời khuyên của Dương Sĩ Kỳ, không còn nhắc đến việc tấn công Chương Đức (nơi ở của Triệu Vương). Tuy nhiên, các quan ngôn luận tiếp tục kiến nghị, yêu cầu triệt hạ toàn bộ vệ quân Triệu Vương và áp giải ông ta về kinh thành. Tuyên Tông không đồng ý và triệu Dương Sĩ Kỳ đến hỏi: "Các quan bàn luận chuyện của Triệu Vương ngày càng nhiều, phải làm sao đây?". Dương Sĩ Kỳ đáp: "Trong hàng tông thất hiện nay, chỉ có Triệu Vương là thân cận nhất. Bệ hạ nên nghĩ đến việc bảo toàn ông ấy, không nên bị những lời nói của quần thần làm lung lạc". Tuyên Tông nói: "Ta cũng nghĩ như vậy. Phụ hoàng ta khi còn sống thương yêu Triệu Vương nhất. Giờ đây ta cũng chỉ còn một người chú, sao có thể không yêu thương? Nên tìm cách bảo toàn ông ấy".
Vì thế, Tuyên Tông đem các tấu chương của quần thần giao cho Phò mã Đô úy Quảng Bình Hầu Viên Dung và Tả Đô Ngự Sử Lưu Quan mang đến trình cho Triệu Vương để ông tự xử lý. Dương Sĩ Kỳ đề nghị: "Nếu bệ hạ có thể đích thân viết một chiếu thư để khuyên bảo thì càng tốt hơn". Tuyên Tông đồng ý với đề xuất này. Khi Viên Dung và các sứ giả đến nơi, Triệu Vương vui mừng khôn xiết, nói: "Ta được cứu rồi". Triệu Vương sau đó tự nguyện giao nộp vệ quân và dâng biểu cảm tạ thịnh ân. Từ đó, các quan ngôn luận không còn nhắc đến việc này nữa.
Về phần Chu Cao Hú, ông bị giam giữ trong thành. Một ngày nọ, Tuyên Tông đến thị sát. Chu Cao Hú bất ngờ duỗi chân cố ý ngáng khiến Tuyên Tông ngã. Tuyên Tông nổi cơn thịnh nộ, ra lệnh cho lực sĩ đặt một chiếc vạc đồng nặng 300 cân lên người ông. Chu Cao Hú vẫn đủ sức chống đỡ. Thấy vậy, Tuyên Tông ra lệnh chất củi xung quanh vạc đồng như núi, sau đó châm lửa đốt. Lửa bốc cao, đồng chảy ra, Chu Cao Hú bị thiêu chết. Các con trai của ông sau đó cũng đều bị xử tử.